# Tamayo Ikeda
Tamayo Ikeda, née en 1971 à Yokohama (Japon), est une pianiste de musique classique. 

## Biographie
Tamayo Ikeda est née en 1971 au Japon à Yokohama. 
Après ses études à l'école Yokohama Futaba, elle rejoint Toho Gakuen à Tokyo puis est admise au Conservatoire national supérieur de musique à Paris en 1989. 
Elle a remporté deux premiers prix dans les disciplines piano et musique de chambre avant de rejoindre le cycle de perfectionnement. 
Elle a obtenu le deuxième prix et le prix spécial Claude Debussy au Concours international Yvonne Lefébure, un prix Spécial (Claude Debussy) au Concours international de Porto ainsi que par le premier prix au Concours international Francis Poulenc en 1999 (ainsi que le prix spécial Casadessus).
Tamayo Ikeda s'est produite en Europe, au Royaume Uni, en Norvège, en Finlande, au Japon, en Russie, en Indonésie, en Afrique du Sud et aux États-Unis notamment dans des salles comme l'Hamarikyu Hall (Tokyo) ou le Carnegie Hall (New-York). Elle s'est produite sur France Musique et en particulier avec des solistes et des chefs tels que Gérard Poulet, Régis Pasquier, Roland Daugareil, Jean Ferrandis, Naoto Otomo, Patrick Zygmanowski.
Elle a été membre du jury de plusieurs concours internationaux.
Titulaire du Certificat d'Aptitude, elle enseigne aux Conservatoires de la ville de Paris Francis Poulenc et Erik Satie.
Elle a été sélectionnée comme une des « 30 personnalités qui font le Japon en France » par l'association de Presse France Japon qui regroupe des journalistes français et japonais.

## Discographie et direction artistique
- Œuvres pour piano solo de Gabriel Fauré et Francis Poulenc. Arcobaleno, 1999.
- Piano à 4 mains, Le piano danse DVD Creativ'Art japan 2006, DVD Piano à 4 mains de Maurice Ravel et Igor Stravinsky. Avec Patrick Zygmanowski. Harmonia Mundi, 2005.
- Piano à 4 mains de Franz Schubert. Avec Patricm Zygmanowski. Warner, 2009.
- L'Imparfait de Charles Perrault, narration par Coline Serreau. Arrangements de Patrick Zygmanowski Corélia, 2010.
- Le Piano dance. Avec patrick Zygmanowski Harmonia Mundi, 2015.
- Sonates Russes pour Violon et Piano Igor Stravinsky et Sergueï Prokofiev (avec Gérard Poulet). Continuo Musique, 2020
- Impromptus D.899 de Franz Schubert et transcriptions de lieder de Franz Schubert par Franz Liszt[4]. Ulysses Arts, 2022
- Le Nocturne, Gabriel Fauré et Frédéric Chopin. Ulysses Arts, 2024 et King Records, 2024.

Elle a fondé le Festival des Musiques Festiv' de Yokohama (2006) au Japon, et est chargée de la direction artistique pour la fondation Honganji Cercle Âme du Japon (Kyoto).